# An Yong-woo
Đây là một tên người Triều Tiên, họ là Ahn.
An Yong-woo (tiếng Hàn: 안용우; Hanja: 安庸佑; sinh ngày 10 tháng 8 năm 1991) là một cầu thủ bóng đá người Hàn Quốc thi đấu ở vị trí tiền đạo cho Sagan Tosu ở J1 League.

## Sự nghiệp

### Sự nghiệp câu lạc bộ
Anh gia nhập Jeonnam Dragons năm 2014. Anh ra mắt lần đầu tiên at the opening match của K League 2014 1 trước FC Seoul.